# Herb Wadowic
Herb Wadowic – jeden z symboli miasta Wadowice i gminy Wadowice w postaci herbu.

## Wygląd i symbolika
Herb przedstawia dwudzielną w słup tarczę herbową, na której w prawym, błękitnym polu, umieszczona jest połowa złotego orła Piastów śląskich, zaś w lewym czerwonym polu – białą basztę z blankami. Nad tarczą znajduje się złota korona królewska króla Polski Zygmunta Augusta, a pod tarczą położone są ukośnie skrzyżowane papieskie srebrne "klucze piotrowe", połączone czerwonym sznurem.
Klucze symbolizują związek papieża Jana Pawła II z Wadowicami.

## Historia

Dawny herb Wadowic

Herbem Wadowic od XIV lub XV wieku, było pół orła i wieża na jednolitym tle, być może błękitnym. Po włączeniu miasta do Rzeczypospolitej (najpóźniej w pocz. XVIII wieku) tarcza została podzielona w słup i w prawym czerwonym polu pojawiło się pół orła polskiego w koronie, a w lewym błękitnym polu blankowana wieża. Nad tarczą górowała korona królewska otwarta. Taki herb, lecz bez korony dla orła zatwierdził w 1793 cesarz Franciszek II i obowiązywał do 1938. W II połowie XIX wieku powróciła korona królewska. W 1938 orzeł polski został wyparty przez śląskiego złotego pół orła na błękitnym polu, a biała wieża odtąd była na czerwonym polu. W 1995 podłożono pod tarczę klucze papieskie i zwieńczono ją koroną królewską zamkniętą. 

## Kontrowersje
Klucze papieskie, umieszczenie godła w ozdobnym kartuszu oraz nakrycie go zamkniętą koroną stoją w sprzeczności do zasad tworzenia herbów. Tak ubogacony herb, uzupełniony o jeden z elementów esencjonalnych herbu papieskiego, może też wywoływać błędne skojarzenia z herbem kościelnym, a nie miejskim.
W 2017 Wadowice opracowały nową identyfikację wizualną, w ramach której w miejskim logo oddzielone zostały papieskie klucze od herbu miasta. Od 2019 Miasto ograniczyło używanie logo z herbem oddzielonym od kluczy, powracając do korzystania ze starej komunikacji wizualnej przy organizacji miejskich uroczystości.